# Statuto di autonomia della Galizia del 1936
Lo statuto di autonomia della Galizia, venne proposto dal Partido Galeguista, votato in un referendum e presentato alle Corti Generali. Non venne però mai ufficializzato a causa dell'avvento della guerra civile spagnola (1936-1939) e della successiva dittatura di Francisco Franco (1939-1977). 
Dopo la transizione democratica con la costituzione delle Comunità autonome della Spagna, fu ufficializzato uno statuto per l'autonomia nel 1981, che anche se diverso dall'originale ne riprese in parte i fondamenti.
Uno dei punti dello statuto proposto era l'ufficializzazione in Galizia della lingua gallega accanto a quella spagnola.